# Услуге управљања безбедношћу
У рачунарству, услуге управљања безбедношћу (енгл. managed security services - MSS) су услуге заштите рачунарских мрежа које су аутсорсоване пружаоцу услуга. Компанија која пружа овакву услугу назива се пружалац услуга управљања безбедношћу (ПУУБ). Корени ПУУБ-а потичу од добављача интернет услуга (ДИУ) од средине до краја 1990-их. У почетку, ДИУ-ови су продавали купцима уређај за firewall заштиту, као опрему на локацији корисника (ОЛК), и уз додатну накнаду управљали су firewall-ом који је био у власништву корисника, преко dial-up везе.
Према недавним индустријским истраживањима, већина организација (74%) управља рачунарском безбедношћу интерно, али 82% стручњака информационих технологија је изјавило да су већ сарађивали или планирају да сарађују са пружаоцем услуга управљања безбедношћу.
Компаније се окрећу пружаоцима услуга управљања безбедношћу како би ублажиле притиске са којима се свакодневно суочавају у вези са безбедношћу информација, као што су циљани малвери, крађа података корисника, недостатак вештина и ограничени ресурси.
Услуге управљања безбедношћу (УУБ) такође се сматрају систематским приступом управљању сигурносним потребама организације. Ове услуге могу се обављати интерно или аутсорсовати пружаоцу услуга који управља мрежним и информационим системима сигурности других компанија. Функције услуга управљања безбедношћу укључују 24/7 надзор и управљање системима за откривање упада и firewall-има, праћење управљања закрпама и надоградњама, извођење безбедносних процена и ревизија, као и одговарање на ванредне ситуације. Доступни су производи од стране бројних продаваца који помажу у организовању и вођењу процедура које су укључене. Ово склања терет ручног обављања задатака, који може бити значајан, са администратора.
Индустријска истраживачка фирма Forrester Research идентификовала је 14 најзначајнијих продаваца на глобалном тржишту 2018. године кроз своју евалуацију пружалаца услуга управљања безбедношћу (ПУУБ) засновану на 23 критеријума – означивши Accenture, IBM, Dell SecureWorks, Trustwave, AT&T, Verizon, Deloitte, Wipro и друге као лидере на тржишту ПУУБ-а. Нови играчи на тржишту укључују неколико мањих провајдера који штите домаћинства, мала предузећа и богате клијенте.

## Индустријски термини
- Актив (Asset): Ресурс који је вредан за компанију и који је потребно заштитити.
- Инцидент: Оцењени догађај који стварно или потенцијално угрожава поверљивост, интегритет или доступност неког актива.
- Упозорење (Alert): Идентификовани податак, тј. чињеница, која се односио на инцидент.

## Шест категорија услуга управљања безбедношћу

### Консултантске услуге на лицу места
Ово је прилагођена помоћ у процени пословних ризика, кључних пословних захтева за безбедност и развоју безбедносних политика и процеса. Може укључивати свеобухватне процене безбедносне архитектуре и дизајна (укључујући технологију, пословне ризике, техничке ризике и процедуре). Консултовање може такође обухватити интеграцију безбедносних производа и подршку за ублажавање на лицу места након што дође до упада, укључујући хитну реакцију на инцидент и форензичку анализу.

### Периметарско управљање мреже клијента
Ова услуга подразумева инсталирање, надоградњу и управљање firewall-ом, виртуелном приватном мрежом (VPN) и/или хардвером и софтвером за откривање упада, електронском поштом, као и уобичајено извођење конфигурацијских промена у име корисника. Управљање укључује праћење, одржавање правила рутирања     саобраћаја firewall-а и генерисање редовних извештаја о саобраћају и управљању за корисника. Управљање откривањем упада, било на нивоу мреже или на нивоу појединачног хоста, подразумева пружање упозорења о упаду кориснику, бити у току са новим одбранама против упада и редовно извештавање о покушајима упада и о активностима. Могу се пружити и услуге филтрирања садржаја, као што је филтрирање електронске поште и других података у саобраћају.

### Препродаја производа
Иако сама по себи није услуга управљања, препродаја производа је главни извор прихода за многе пружаоце УУБ-а. Ова категорија пружа додатну вредност кроз хардвер и софтвер за разне задатке који се односе на безбедност. Једна од услуга која може бити пружена је архивирање података клијента.

### Управљање праћењем безбедности
Ово је свакодневно праћење и тумачење важних системских догађаја унутар мреже, укључујући неовлашћено понашање, злонамерне хакерске нападе, DoS нападе, аномалије и анализу трендова. То је први корак у процесу одговора на инцидент.

### Тестирање пенетрације и процене рањивости
Ово укључује једнократно или периодично скенирање софтвера или покушаје хаковања како би се пронашле рањивости у техничким и логичким параметрима. Обично се не процењује безбедност унутар мреже, нити се тачно процењују изложености које се односе на особље, као што су незадовољни запослени, социјални инжињеринг и слично. Редовно се генеришу извештаји за клијента.

### Праћење усаглашености
Спровођење управљања променама праћењем дневника догађаја како би се идентификовале промене у систему које крше формалну безбедносну политику. На пример, ако лажни корисник дозволи себи превелике административне приступе систему, то би било лако идентификовано кроз праћење усаглашености.

## Учествовање у ПУУБ
Критеријуми одлуке о ангажовању услуга ПУУБ-а углавном су слични онима који се примењују за било који други облик аутсорсинга: економичност у односу на решења унутар компаније, потреба за услугама које су доступне 24/7 и лакоћа одржавања ажурности. Важан фактор, специфичан за УУБ, је то што аутсорсинг безбедности мреже преноси критичну контролу инфраструктуре компаније на спољну страну, ПУУБ-у, али не ослобађа коначне одговорности за грешке. Клијент ПУУБ-а и даље има коначну одговорност за своју безбедност и, као такав, мора бити спреман да управља и прати ПУУБ и држи га одговорним за услуге које су уговорене.
Иако организација остаје одговорна за одбрану своје мреже од ризика информационе безбедности и сродних пословних ризика, сарадња са ПУУБ-ом омогућава организацији да се фокусира на своје основне активности, док остаје заштићена од рањивости мреже.
Пословни ризици могу настати када информациони ресурси од којих посао зависи нису безбедно конфигурисани и управљани (што може довести до компромитовања ресурса због кршења поверљивости, доступности и интегритета). Усаглашеност са одређеним владиним безбедносним захтевима може се постићи коришћењем услуга управљања безбедношћу.

## Услуге управљања безбедношћу за средње и мале компаније
Пословни модел услуга управљања безбедношћу је уобичајен међу великим компанијама које имају ИТ стручњаке за безбедност. Модел је касније прилагођен за средње и мање компаније кроз заједницу добављача са додатом вредношћу (VAR), специјализованих за управљање безбедношћу или као продужетак њихових управљаних ИТ услуга. Средња и мала предузећа (СМП) све више користе ове услуге због сложене и динамичне природе ИТ безбедности и растућих регулаторних захтева који обавезују компаније да осигурају дигиталну сигурност и интегритет личних и финансијских података.
Док веће организације обично запошљавају ИТ стручњаке, мање организације попут медицинских ординација, адвокатских канцеларија, продавница или других професионалних услужних фирми често немају сталне стручњаке за безбедност, мада понекад ангажују ИТ консултанте. Многе од ових организација су ограничене буџетом. Да би решили проблеме недостатка стручности, времена и финансијских ресурса, појавила се нова категорија добављача услуга управљања безбедношћу за СМП.
Компаније из различитих сектора све више прелазе на услуге управљања безбедношћу, напуштајући традиционалне унутрашње праксе ИТ безбедности. Овај тренд омогућава предузећима да се више фокусирају на своје основне пословне активности. Ефикасно управљање, исплативост и континуирано праћење главни су разлози за повећану потражњу за овим услугама. Са све већим учешћем водећих ИТ компанија у свету, корисници све више верују у аутсорсовање ИТ безбедности.
Добављачи у овој категорији обично нуде свеобухватне услуге ИТ безбедности путем даљински управљаних уређаја који су углавном једноставни за инсталацију и функционишу у позадини. Накнаде су обично приступачне и наплаћују се на месечном нивоу са фиксном тарифом, што обезбеђује предвидљиве трошкове. Добављачи пружају извештаје на дневној, недељној, месечној основи или у складу са захтевима клијента.
ИТ безбедност је постала неопходна јер су сајбер напади све софистициранији. Добављачи услуга управљања безбедношћу унапређују своја решења како би се супротставили све сложенијим нападима. Растућа регулаторна усклађеност повезана са заштитом података грађана додатно подстиче компаније да обезбеде висок ниво безбедности података.
Финансијске услуге, телекомуникације и ИТ сектор водећи су корисници услуга управљања безбедношћу. УУБ добављачи се фокусирају на унапређење својих понуда и поједностављивање интеграције производа. УУБ тржиште је показало значајан раст у регионима као што су Северна Америка, Европа, Азија-Пацифик, Латинска Америка, Блиски исток и Африка.